# Nikolai Nikolajewitsch Lange

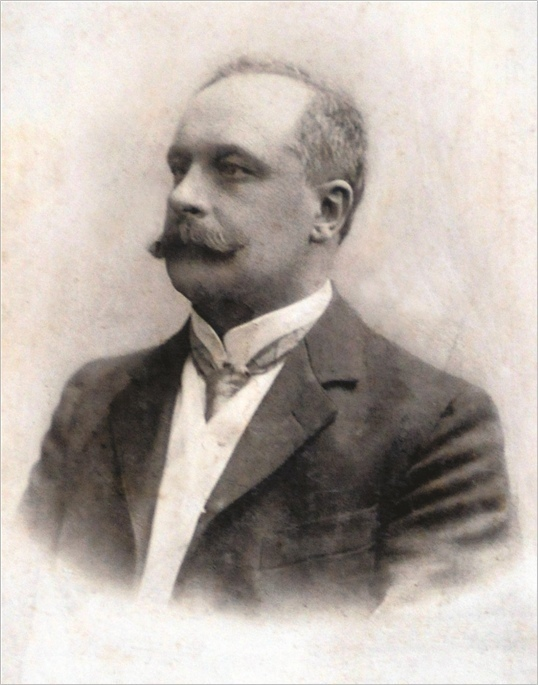
Nikolai Nikolajewitsch Lange

Nikolai Nikolajewitsch Lange (russisch Николай Николаевич Ланге; * 12. Märzjul. / 24. März 1858greg. in Sankt Petersburg; † 15. Februar 1921 in Odessa) war ein russischer Psychologe und ein Vertreter der experimentellen Psychologie deutscher Abstammung. Er stellte ein Perzeptionsgesetz auf, das die Einheit von Sinneswahrnehmung und Logischen Schlussregeln in der Erkenntnis beschreibt. Damit versuchte er wie Theodor Ziehen einen Zusammenhang zwischen der menschlichen Wahrnehmung und abstrakter Logik herzustellen.
1894 übersetzte Lange als erster die "Erste Analytik" von Aristoteles in die russische Sprache.

## Werke
- История нравственных идей XIX века (Die Geschichte der Moralvorstellungen des 19. Jahrhunderts); Sankt Petersburg, 1888
- Душа ребёнка (Die Seele des Kindes); Sankt Petersburg, 1892
- Письма Элоизы к Абеляру (Briefe von Eloise an Abaelard) erschienen in der Zeitschrift «Южный сборник в пользу пострадавших от неурожая»; Odessa, 1892
- Перевод с примечаниями первой Аналитики Аристотеля (Übersetzung der ersten Analytik des Aristoteles); Sankt Petersburg, 1894
- Учебник логики (Lehrbuch der Logik); Odessa, 1898
- Великие мыслители XIX века. Лекция I. Кант и «Критика чистого разума» (Die großen Denker des XIX Jahrhunderts. Die Lehre Immanuel Kants und die "Kritik der reinen Vernunft"); Odessa, 1901;
- Теория В. Вундта о начале мифа (Die Theorie von W. Wundt über den Beginn des Mythos); Odessa, 1912